# Montepio
Montepio (do italiano Monte di Pietà), chamado no plural Montes Pios, eram instituições de caridade e sociedades privadas de ingresso voluntário, para fornecer empréstimos de pequena escala em condições mais favoráveis que as do mercado em troca de uma promessa. Onde os pobres poderiam obter uma quantidade de dinheiro e penhorar seus pertences para satisfazer as suas necessidades mais básicas que pudessem usufruir no futuro, como o de ser subsidiado em caso de doença, prisão ou impossibilidade de ganhar, e o de deixar uma pensão após a morte para sua família.

## Origens
Esquema nascido século XV, em Itália, por iniciativa dos franciscanos, como forma de combater a usura.
O italiano presbítero franciscano Marcos de Montegallo terá sido beatificado precisamente por ter criado Montes-Pios em várias cidades, por essa altura.
Naquele tempo, essa prática não era permitida aos cristãos e apenas quem dela fazia uso eram apenas os judeus para todos pois a sua religião permitia a aplicação de juros perante o dinheiro emprestado e a crédito.
A palavra "monte" já se referia a uma caixa pública de dinheiro, para atender às necessidades financeiras ou de obras públicas, e a ela foi acrescenta o nome da "misericórdia (di Pietà)" de outros tipos de financiamento, e cumprindo caridade e solidariedade.
Como as circunstâncias socioeconómicas foram mudando, foram criadas as caixas de aforro, para incentivar a poupança ou aforro entre as classes mais baixas. Igualmente entra-se também no sistema de mutualismo e corporativismo, com a criação de seguradoras e bancos para o suportar.